# بنك الجزيرة السوداني الأردني
بنك الجزيرة السوداني الأردني من أحد البنوك الموجودة في السودان والتي تقدم خدمة مصرفية جيدة، تم تأسيس البنك في عام 2006 ، ولكن تم أفتتاحه في عام 2008 

## فروع بنك الجزيرة السوداني الأردني
| فروع البنك داخل ولاية الخرطوم | فروع البنك داخل ولاية الخرطوم                           |
| ----------------------------- | ------------------------------------------------------- |
| الفرع الرئيسي                 | تقاطع شارع الزبير باشا مع شارع القصر                    |
| السجانة                       | الخرطوم - سوق السجانة                                   |
| بحري                          | بحري - المنطقة الصناعية                                 |
| السوق الشعبي أم درمان         | جوار قسم شرطة الصناعات                                  |
| سعد قشرة                      | بحري - سوق سعد قشرة                                     |
| ليبيا                         | سوق ليبيا                                               |
| العمارات                      | تقاطع شارع محمد نجيب مع شارع 41                         |
| الميناء البري                 | غرب الميناء البري                                       |
| الكلاكلة                      | سوق الكلاكلة اللفة                                      |
| الموردة                       | شارع البنوك                                             |
| فروع البنك بولايات السودان    |                                                         |
| ود مدني                       | ولاية الجزيرة - مدينة ود مدني - السوق الكبير            |
| بورتسودان                     | ولاية البحر الأحمر - بورتسودان -جوار جامعة البحر الأحمر |
| القضارف                       | ولاية القضارف - سوق القضارف الكبير                      |
| الأبيض                        | ولاية شمال كردفان - السوق الكبير - مقابل برج العدل      |
| كسلا                          | ولاية كسلا - جوار بنك السودان                           |

## اقرأ أيضا
بنك السودان المركزي
بنك الخرطوم
بنك فيصل الإسلامي

## وصلات خارجية
الموقع الإلكتروني لبنك الجزيرة السوداني الأردني
الموقع الإلكتروني لبنك السودان المركزي